# Walking After You
«Walking After You» (укр. Йду за тобою) — пісня рок-гурту Foo Fighters, що увійшла до альбому The Colour and the Shape 1997 року. Вона була перезаписана для саундтрек-альбому The X-Files: The Album та вийшла окремим синглом.  

## Про пісню
Дейв Ґрол провів різдвяні свята 1997 року у Вірджинії, в будівлі своєї матері, де зустрів свого знайомого Джеффа Тернера з місцевого гурту Gray Matter, який запросив фронтмена Foo Fighters до своєї студії WGNS. Грол з радістю погодився на пропозицію, самотужки записавши демоверсії двох нещодавно написаних пісень — «Walking After You» та «Everlong».
«Walking After You») — це меланхолійна композиція», герой якої розповідає про те, як його кинула кохана людина. Оригінальна версія була записана наприкінці 1996 року, але після виходу альбому The Colour and the Shape її було перезаписано за участі нових членів гурту, Тейлора Гокінса та Франца Стала. Оновлена версія потрапила до саундтрек-альбому до серіалу «Цілком таємно» та вийшла окремим синглом. 
Музичне відео на пісню «Walking After You» — ту версію, що вийшла синглом з альбому The X-Files: The Album — зняв у 1998 році фотограф Метью Ролстон, який до цього працював в індустрії моди. Герой Дейва Ґрола, одягнений в стильний костюм, зустрічає в коридорі дівчину, яку грає іспанська актриса Арлі Ховер (вампірка Меркьюрі з «Блейду»). Вони хочуть, але не можуть доторкнутися один до одного, бо їх розділяє прозора стіна. Чоловік та жінка проводять час у власних помешканнях, схожих на камери в'язниці, згадуючи один одного, і навіть намагаються розбити скло між ними, в той час, як на старовинних чорно-білих телевізорах показують «Дракулу» та мультфільми про Бетті Буп.